# 施陶巴赫瀑布
施陶巴赫瀑布（又译施陶河瀑布）位于瑞士伯尔尼州劳特布伦嫩市劳特布伦嫩村以西，高297米（也有地形数据表明其高度接近312米），水源主要来自山谷上方融化的冰雪。其名称的德语直译意为“尘埃流”（staub-bach），来源于水流撞击岩石或被风吹动而产生的大量细小雾状水滴。
施陶巴赫瀑布是瑞士最高的自由下落式瀑布，也是劳特布伦嫩最著名和标志性的瀑布之一，每年吸引大量游客前来参观。

## 文学参考
德国著名作家约翰·沃尔夫冈·冯·歌德曾于1779年游览过劳特布伦嫩，施陶巴赫瀑布激发了他的灵感，使他创作出诗篇《水上灵魂之歌》（Gesang der Geister über den Wassern）。